# Aire (fiume Regno Unito)
L'Aire è un fiume, il cui corso si sviluppa interamente nella contea dello Yorkshire, nel Regno Unito. Il fiume è lungo circa 114 chilometri (71 miglia), la sua portata media d'acqua raggiunge i 35,72 m³/s e il suo bacino idrografico ha una superficie di 1.004 km2.

## Città attraversate
dalla sorgente:
- Malham
- Hanlith
- Airton
- Bell Busk
- Gargrave
- Skipton
- Low Bradley
- Kildwick
- Silsden
- Steeton
- Utley
- Keighley
- Riddlesden
- Crossflatts
- Bingley
- Saltaire
- Shipley
- Charlestown
- Apperley Bridge
- Horsforth
- Kirkstall
- Holbeck
- Leeds
- Knowsthorpe
- Castleford
- Brotherton
- Ferrybridge
- Knottingley
- Beal
- Hensall
- Gowdall
- Snaith
- Rawcliffe
- Airmyn